# Bakimyrtjärnen
Bakimyrtjärnen är en sjö i Arvidsjaurs kommun i Lappland och ingår i Byskeälvens huvudavrinningsområde. Sjön har en area på 0,0985 kvadratkilometer och ligger 338,1 meter över havet.

## Delavrinningsområde
Bakimyrtjärnen ingår i det delavrinningsområde (726582-167314) som SMHI kallar för Mynnar i Byskeälven. Medelhöjden är 357 meter över havet och ytan är 17,84 kvadratkilometer. Räknas de 14 avrinningsområdena uppströms in blir den ackumulerade arean 234,91 kvadratkilometer. Bäverån (Laxbäcken) som avvattnar avrinningsområdet har biflödesordning 2, vilket innebär att vattnet flödar genom totalt 2 vattendrag innan det når havet efter 121 kilometer. Avrinningsområdet består mestadels av skog (39 procent) och sankmarker (52 procent). Avrinningsområdet har 0,18 kvadratkilometer vattenytor vilket ger det en sjöprocent på 1 procent.